# Inter-Agency Space Debris Coordination Committee
L'Inter-Agency Space Debris Coordination Committee (IADC, Comité inter-agence de coordination des débris spatiaux) est constitué en 1993 par la NASA, l'Agence spatiale européenne (ESA) et les agences spatiales civiles russe et japonaise à la suite de discussions dans les années 1980 et au début des années 1990.

## Mission
L'IADC, élabore des lignes directrices pour protéger l'espace des débris spatiaux artificiels. 
Ce travail débouche sur des directives qui sont avalisées en 2007 par le Comité des Nations unies pour l'utilisation pacifique de l'espace extra-atmosphérique (United Nations Committee on the Peaceful Uses of Outer Space - COPUOS) dans le cadre des « meilleures pratiques » pour la sûreté des opérations dans l'espace.

## Membres
- Agence spatiale italienne (ASI)
- Centre national d'études spatiales (CNES)
- Administration spatiale nationale chinoise (CNSA)
- Agence spatiale canadienne (CSA)
- Deutsches Zentrum für Luft- und Raumfahrt (DLR)
- Agence spatiale européenne (ESA)
- Organisation indienne pour la recherche spatiale (ISRO)
- Agence d'exploration aérospatiale japonaise (JAXA)
- Institut coréen de recherche aérospatiale (KARI)
- National Aeronautics and Space Administration (NASA)
- Entreprise d'État pour les activités spatiales (Roscosmos)
- Agence spatiale nationale d'Ukraine (SSAU)
- Agence spatiale du Royaume-Uni